# The Most Important Jazz Album of 1964/65
| Recensione | Giudizio |
| ---------- | -------- |
| AllMusic   |          |

The Most Important Jazz Album of 1964/65 è un album del trombettista e cantante jazz statunitense Chet Baker, pubblicato dall'etichetta discografica Colpix Records nel giugno del 1964.

## Tracce

### LP
Lato A
1. Soultrane – 4:41 (musica: Tadd Dameron) – Arrangiamento di Jimmy Mundy
2. Walkin' – 2:57 (Richard Carpenter) – Arrangiamento di Tadd Dameron
3. Tadd's Delight – 3:54 (musica: Tadd Dameron) – Arrangiamento di Tadd Dameron
4. Whatever Possess'd Me – 4:01 (testo: Bernie Hanighen – musica: Tadd Dameron) – Arrangiamento di Tadd Dameron
5. Retsim B – 5:46 (musica: Hal Galper) – Arrangiamento di Hal Galper

Lato B
1. Gnid – 5:00 (musica: Tadd Dameron) – Arrangiamento di Jimmy Mundy
2. Ann, Wonderful One – 4:45 (testo: Charles Carpenter – musica: Earl Hines) – Arrangiamento di Jimmy Mundy
3. Mating Call – 3:53 (musica: Tadd Dameron) – Arrangiamento di Tadd Dameron
4. Margerine – 4:33 (musica: Hal Galper) – Arrangiamento di Hal Galper
5. Flight to Jordan – 3:30 (musica: Duke Jordan) – Arrangiamento di Jimmy Mundy

## Musicisti
- Chet Baker – flicorno
- Chet Baker – voce (brani: Walkin'  / Whatever Possess'd Me / Ann, Wonderful One)
- Phil Urso – sassofono tenore, clarinetto
- Hal Galper – pianoforte
- Jymie Merritt – contrabbasso
- Charlie Rice – batteria

Note aggiuntive
- Jack Lewis – produttore
- Registrazioni effettuate a New York City, aprile o maggio 1964 [3]
- Bill Mac Meekin – ingegnere delle registrazioni
- Mort Fega – note retrocopertina album originale [4]